# ميليندا بالارد
ميليندا بالارد (بالإنجليزية: Melinda Ballard)‏ هي ناشِطة أمريكية، ولدت في 1958، وتوفيت في 2013.